# Veerbhadra
Veerbhadra – miasto w północnych Indiach w stanie Uttarakhand, na pogórzu Himalajów Małych.
Populacja miasta w 2001 roku wynosiła 13 271 mieszkańców.